# Federal Parliament of the West Indies Federation
Das Federal Parliament of the West Indies Federation (deutsch Bundesparlament der Westindischen Föderation) war das Parlament im Zweikammersystem der kurzlebigen Westindischen Föderation von 1958 bis 1962. Es wurde als Legislative der angestrebten Föderation der Britischen karibischen Besitzungen (British Caribbean).
Es gab nur eine einzige Wahl 1958. Das Parlament trat in Port of Spain, Trinidad zusammen. Eine neue Hauptstadt in Chaguaramas war vorgesehen, wurde aber nie verwirklicht.
Mit dem Zerfall der Föderation wurde das Parlament 1962 bereits wieder aufgelöst.

## President of the Senate
Das Oberhaus wurde als Senat bezeichnet. Die 19 Mitglieder wurden vom Governor-General of the West Indies Federation, Lord Patrick Buchan-Hepburn ernannt.
| Name                   | Amtsantritt | Amtszeitende | Provinz     | Anmerkungen |
| ---------------------- | ----------- | ------------ | ----------- | ----------- |
| Allen Montgomery Lewis | 1958        | 1959         | Saint Lucia | [ 1 ]       |
| Arnott Cato            | 1959        | 1962         | Barbados    | [ 2 ]       |

## Speaker of the House of Representatives
Das Unterhaus wurde als House of Representatives bezeichnet und hatte 45 Mitglieder.
| Name         | Amtsantritt | Amtszeitende | Provinz  | Anmerkungen |
| ------------ | ----------- | ------------ | -------- | ----------- |
| Erskine Ward | 1958        | 1962         | Barbados | [ 3 ]       |